# Hiệp ước Campo Formio
Hiệp ước Campo Formio (ngày nay là Campoformido) được ký kết vào ngày 17 tháng 10 năm 1797 (26 Vendémiaire VI) được ký bởi Tướng Napoléon Bonaparte đại điện cho Chế độ đốc chính Pháp và Bá tước Philipp von Cobenzl đại diện cho Quân chủ Habsburg. Hiệp ước diễn ra sau hiệp định đình chiến Leoben (18 tháng 4 năm 1797), vốn mang tính chèn ép Habsburg sau chiến dịch thắng lợi của Napoléon ở Bán đảo Ý. Nó kết thúc Chiến tranh Liên minh thứ nhất và khiến Vương quốc Anh phải đơn độc chiến đấu chống lại nước Pháp cách mạng.
Các điều khoản công khai của hiệp ước chỉ liên quan đến Pháp và Áo và kêu gọi tổ chức Đại hội Rastatt để đàm phán về nền hòa bình cuối cùng cho Đế chế La Mã Thần thánh. Trong các điều khoản bí mật của hiệp ước, Áo với tư cách là quốc gia riêng của Hoàng đế hứa sẽ hợp tác với Pháp để đạt được những mục đích nhất định tại đại hội. Trong số các điều khoản khác, hiệp ước có nghĩa là sự kết thúc dứt khoát của Cộng hòa Venice cũ, vốn đã bị người Pháp và người Áo giải tán và chia cắt.
Đại hội không đạt được hòa ước, và đến đầu năm 1799, Pháp và Áo lại xảy ra chiến tranh. Cuộc chiến mới, Chiến tranh Liên minh thứ hai, kết thúc bằng Hòa ước Lunéville, hòa bình trên toàn bộ đế chế, vào năm 1801.

## Liên kết nguồn
- Traité de Campo-Formio (original document in French)
- Treaty of Campo Formio (extracts in English)
- Background to the Treaty
- Tư liệu liên quan tới Treaty of Campo Formio tại Wikimedia Commons